# Calamaria griswoldi
Espèce
Synonymes
- Calamaria lumbricoidea griswoldi Loveridge, 1938

Statut de conservation UICN

 LC  : Préoccupation mineure
Calamaria griswoldi  est une espèce de serpents de la famille des Colubridae.

## Répartition
Cette espèce est endémique de Malaisie orientale. Elle se rencontre au Sabah et dans le parc national Pulong Tau au Sarawak.

## Description
L'holotype de Calamaria griswoldi, une femelle adulte, mesure 505 mm dont 24 mm pour la queue.

## Étymologie
Cette espèce est nommée en l'honneur de John Augustus Griswold Jr. (1912–1991) qui a découvert l'holotype.

## Publication originale
- Loveridge, 1938 : New snakes of the genera Calamaria, Bungarus and Trimeresurus from Mt. Kinabalu, North Borneo. Proceedings of the Biological Society of Washington, vol. 51, p. 43-46 (texte intégral).